# Пустошкинский район
Пусто́шкинский райо́н — административно-территориальная единица (район) и муниципальное образование (муниципальный район) на юге Псковской области России.
Административный центр — город Пустошка.

## География
Площадь 1870 км². Район граничит на юге — с Невельским районом, на севере — с Опочецким и Бежаницким, на западе — с Себежским, на востоке — с Новосокольническим районом.
Основные реки — Алоля, Уща, Неведрянка, Великая.

## История
1 августа 1927 — постановлением ВЦИК образован Пустошкинский район в составе Великолукского округа Ленинградской области из Пустошкинской и части Луначарской волости Себежского уезда; частей Маевской и Чернецовской волостей Невельского уезда и части Еженской волости Опочецкого уезда. В состав района вошло 22 сельсовета.
Июль 1928 — Пустошкинский район в составе Великолукского округа вошёл во вновь образованную Западную область с центром в г. Смоленске.
29 января 1935 — Пустошкинский район включен в состав вновь образованного Великолукского округа Калининской области.
Май 1938 — Пустошкинский район из Великолукского округа передан в состав Опочецкого.
Февраль 1941 — Опочецкий округ ликвидирован, Пустошкинский район передан в Калининскую область.
22 августа 1944 — Пустошкинский район вошёл в состав Великолукской области.
2 октября 1957 — Пустошкинский район в связи с ликвидацией Великолукской области вошёл в состав Псковской области.
23 марта 1959 года к Пустошкинскому району была присоединена часть территории упразднённого Усть-Долысского района.
1 февраля 1963 — Указом Президиума Верховного Совета РСФСР Пустошкинский район был упразднен. Большая часть территории отошла к Себежскому району, Гультяевский и Шалаховский сельсоветы переданы в Невельский район; Монинский и Бардовский сельсоветы — в Новосокольнический и Бежаницкий районы. Город Пустошка передан в состав Невельского промышленного района.
12 января 1965 — Указом Президиума Верховного Совета РСФСР Пустошкинский район вновь восстановлен.

## Население
| 1959   | 1970    | 1979    | 1989    | 2002    | 2009    | 2010  | 2011  | 2012  |
| ------ | ------- | ------- | ------- | ------- | ------- | ----- | ----- | ----- |
| 20 057 | ↘17 441 | ↘14 893 | ↘14 140 | ↘12 071 | ↘10 185 | ↘9379 | ↘9339 | ↘9191 |
| 2013   | 2014    | 2015    | 2016    | 2017    | 2018    | 2019  | 2020  | 2021  |
| ↘9000  | ↘8799   | ↘8657   | ↘8494   | ↘8323   | ↘8087   | ↘7899 | ↘7707 | ↘7691 |
| 2023   |         |         |         |         |         |       |       |       |
| ↘7404  |         |         |         |         |         |       |       |       |

По состоянию на 1 января 2021 года из 7404 жителей района в городских условиях (в городе Пустошка) проживают 54,97 % населения района (или 4070 человека), в сельских — 45,03 % или 3334 человека.
По данным переписи населения 2010 года численность населения района составляла 9379 человек, в том числе 4619 городских жителей (42,25 % от общего населения) и 4760 сельских жителей (50,75 %).
Национальный состав
По итогам переписи населения 2020 года проживали следующие национальности (национальности менее 0,1 % и другое, см. в сноске к строке «Другие»):
| Национальность | Численность, чел. | Доля     |
| -------------- | ----------------- | -------- |
| Русские        | 7438              | 96,71 %  |
| Белорусы       | 58                | 0,75 %   |
| Украинцы       | 33                | 0,43 %   |
| Азербайджанцы  | 17                | 0,22 %   |
| Цыгане         | 15                | 0,20 %   |
| Чеченцы        | 11                | 0,14 %   |
| Другие         | 119               | 1,55 %   |
| Итого          | 7691              | 100,00 % |

## Населённые пункты
По переписи 2002 года в районе насчитывалось всего 243 сельских населённых пункта, из которых в 30 деревнях население отсутствовало, в 45 деревнях жило от 1 до 5 человек, в 59 — от 6 до 10 человек, в 65 — от 11 до 25 человек, в 18 — от 26 до 50 человек, в 8 — от 51 до 100 человек, в 11 — от 101 до 200 человек, в 7 — от 201 до 500 человек.
По переписи 2010 года на территории района было расположено 243 сельских населённых пункта, из которых в 52-х деревнях население отсутствовало, в 64-х деревнях жило от 1 до 5 человек, в 42-х — от 6 до 10 человек, в 54-х — от 11 до 25 человек, в 8 — от 26 до 50 человек, в 10 — от 51 до 100 человек, в 9 — от 101 до 200 человек, в 4 — от 201 до 500 человек.
Всего на данный момент в Пустошкинский район входят 243 населённых пункта:
| №   | Населённый пункт | Тип     | Население | Муниципальное образование |
| --- | ---------------- | ------- | --------- | ------------------------- |
| 1   | Пустошка         | город   | ↗4070     | Пустошка                  |
| 2   | Абаконово        | деревня | →4        | Щукинская волость         |
| 3   | Аболенье         | деревня | ↘2        | Алольская волость         |
| 4   | Авинищи          | деревня | ↘0        | Гультяевская волость      |
| 5   | Авинищи          | деревня | ↘15       | Пригородная волость       |
| 6   | Алешнюги         | деревня | ↘10       | Алольская волость         |
| 7   | Алоль            | деревня | ↘162      | Алольская волость         |
| 8   | Алушково         | деревня | ↘64       | Забельская волость        |
| 9   | Амельчино        | деревня | ↘3        | Щукинская волость         |
| 10  | Андрейково       | деревня | ↗9        | Щукинская волость         |
| 11  | Андрохново       | деревня | ↘9        | Щукинская волость         |
| 12  | Анушиха          | деревня | →3        | Забельская волость        |
| 13  | Афимьево         | деревня | →0        | Щукинская волость         |
| 14  | Баконово         | деревня | ↘14       | Пригородная волость       |
| 15  | Балаши           | станция | →0        | Алольская волость         |
| 16  | Балашово         | деревня | ↗8        | Алольская волость         |
| 17  | Батурино         | деревня | ↘20       | Гультяевская волость      |
| 18  | Белое            | деревня | ↘7        | Гультяевская волость      |
| 19  | Березно          | деревня | →1        | Щукинская волость         |
| 20  | Бессоново        | деревня | ↘10       | Забельская волость        |
| 21  | Блиново          | деревня | ↘8        | Гультяевская волость      |
| 22  | Большие Хмелищи  | деревня | ↘0        | Щукинская волость         |
| 23  | Бордино          | деревня | →0        | Алольская волость         |
| 24  | Борки            | деревня | ↘12       | Гультяевская волость      |
| 25  | Ботаково         | деревня | ↘6        | Алольская волость         |
| 26  | Бочурино         | деревня | ↘0        | Щукинская волость         |
| 27  | Бубново          | деревня | ↘20       | Алольская волость         |
| 28  | Бубново          | деревня | ↘1        | Пригородная волость       |
| 29  | Быково           | деревня | ↘9        | Алольская волость         |
| 30  | Быково           | деревня | ↘14       | Забельская волость        |
| 31  | Василево         | деревня | ↘10       | Щукинская волость         |
| 32  | Васильки         | деревня | ↘66       | Щукинская волость         |
| 33  | Васьково         | деревня | ↘0        | Пригородная волость       |
| 34  | Ваулино          | деревня | ↘13       | Пригородная волость       |
| 35  | Великая          | деревня | →0        | Алольская волость         |
| 36  | Вербилово        | деревня | ↘252      | Алольская волость         |
| 37  | Видусово         | деревня | ↗20       | Забельская волость        |
| 38  | Волково          | деревня | ↘0        | Гультяевская волость      |
| 39  | Волочагино       | деревня | ↘4        | Щукинская волость         |
| 40  | Выдрие           | деревня | ↘7        | Щукинская волость         |
| 41  | Выплоха          | деревня | ↘12       | Щукинская волость         |
| 42  | Высоцкое         | деревня | ↘4        | Щукинская волость         |
| 43  | Вяльцево         | деревня | →16       | Щукинская волость         |
| 44  | Гаврильцево      | деревня | 0         | Алольская волость         |
| 45  | Гаврильцево      | деревня | 3         | Алольская волость         |
| 46  | Гаево            | деревня | →12       | Алольская волость         |
| 47  | Галузино         | деревня | ↗21       | Пригородная волость       |
| 48  | Горивец          | деревня | ↘0        | Пригородная волость       |
| 49  | Горка            | деревня | ↘5        | Забельская волость        |
| 50  | Горка            | деревня | ↘9        | Пригородная волость       |
| 51  | Гришина Гора     | деревня | ↗3        | Алольская волость         |
| 52  | Гришино          | деревня | ↘8        | Гультяевская волость      |
| 53  | Гришутино        | деревня | ↘2        | Забельская волость        |
| 54  | Гультяи          | деревня | ↘328      | Гультяевская волость      |
| 55  | Гусино           | деревня | ↘1        | Гультяевская волость      |
| 56  | Дворищи          | деревня | ↘2        | Пригородная волость       |
| 57  | Долосцы          | деревня | ↘147      | Пригородная волость       |
| 58  | Дракуново        | деревня | ↗8        | Алольская волость         |
| 59  | Дроздино         | деревня | →0        | Гультяевская волость      |
| 60  | Дубровка         | деревня | →0        | Щукинская волость         |
| 61  | Дуплищи          | деревня | ↘18       | Пригородная волость       |
| 62  | Евахново         | деревня | ↘4        | Алольская волость         |
| 63  | Ермолово         | деревня | ↘8        | Алольская волость         |
| 64  | Житниково        | деревня | ↘8        | Гультяевская волость      |
| 65  | Забеги           | деревня | ↘4        | Щукинская волость         |
| 66  | Забелевица       | деревня | ↘155      | Забельская волость        |
| 67  | Забелье          | деревня | ↘93       | Забельская волость        |
| 68  | Заболотно        | деревня | ↘81       | Пригородная волость       |
| 69  | Закучево         | деревня | ↘2        | Гультяевская волость      |
| 70  | Замошенье        | деревня | →0        | Гультяевская волость      |
| 71  | Заозерье         | деревня | ↘5        | Алольская волость         |
| 72  | Заполок          | деревня | ↘4        | Забельская волость        |
| 73  | Заречье          | деревня | ↘22       | Алольская волость         |
| 74  | Заречье          | деревня | 9         | Гультяевская волость      |
| 75  | Заречье          | деревня | 2         | Гультяевская волость      |
| 76  | Застаринье       | деревня | →0        | Алольская волость         |
| 77  | Зенково          | деревня | →0        | Забельская волость        |
| 78  | Зуи              | деревня | →5        | Алольская волость         |
| 79  | Иванищево        | деревня | ↘2        | Забельская волость        |
| 80  | Иватино          | деревня | ↘6        | Забельская волость        |
| 81  | Ивахново         | деревня | ↘8        | Щукинская волость         |
| 82  | Ивчиха           | деревня | ↘2        | Забельская волость        |
| 83  | Исаево           | деревня | ↘34       | Гультяевская волость      |
| 84  | Каменка          | деревня | ↘0        | Забельская волость        |
| 85  | Каменка          | деревня | ↘6        | Щукинская волость         |
| 86  | Киселево         | деревня | ↘0        | Алольская волость         |
| 87  | Кисели           | деревня | ↗19       | Алольская волость         |
| 88  | Клетки           | деревня | ↘3        | Забельская волость        |
| 89  | Клюкино          | деревня | ↘20       | Пригородная волость       |
| 90  | Козодои          | деревня | ↘1        | Гультяевская волость      |
| 91  | Козыри           | деревня | ↗9        | Гультяевская волость      |
| 92  | Коклино          | деревня | →16       | Пригородная волость       |
| 93  | Колпино          | деревня | ↘9        | Пригородная волость       |
| 94  | Комово           | деревня | ↘6        | Алольская волость         |
| 95  | Копнино          | деревня | ↘6        | Забельская волость        |
| 96  | Копылок          | деревня | ↘110      | Пригородная волость       |
| 97  | Коренево         | деревня | →0        | Алольская волость         |
| 98  | Корнилково       | деревня | →0        | Забельская волость        |
| 99  | Коробцево        | деревня | →0        | Забельская волость        |
| 100 | Костьково        | деревня | ↘19       | Забельская волость        |
| 101 | Коськово         | деревня | ↘14       | Пригородная волость       |
| 102 | Котово           | деревня | →0        | Забельская волость        |
| 103 | Красково         | деревня | ↘23       | Пригородная волость       |
| 104 | Красное          | деревня | ↘72       | Щукинская волость         |
| 105 | Криуха           | деревня | ↘156      | Щукинская волость         |
| 106 | Крючек           | деревня | ↘0        | Забельская волость        |
| 107 | Кстово           | деревня | ↘4        | Забельская волость        |
| 108 | Кудиново         | деревня | →0        | Забельская волость        |
| 109 | Кузнецово        | деревня | ↘13       | Пригородная волость       |
| 110 | Кушки            | деревня | ↘0        | Забельская волость        |
| 111 | Лашково          | деревня | ↘3        | Забельская волость        |
| 112 | Лешни            | деревня | ↘11       | Гультяевская волость      |
| 113 | Лешно            | деревня | ↘30       | Забельская волость        |
| 114 | Линец            | деревня | ↘15       | Гультяевская волость      |
| 115 | Лобачи           | деревня | ↘6        | Алольская волость         |
| 116 | Логиново         | деревня | ↘12       | Забельская волость        |
| 117 | Логуново         | деревня | ↘32       | Гультяевская волость      |
| 118 | Ломоносы         | деревня | ↗2        | Пригородная волость       |
| 119 | Лопатино         | деревня | ↘7        | Пригородная волость       |
| 120 | Лосно            | деревня | ↗15       | Щукинская волость         |
| 121 | Лужи             | деревня | →0        | Алольская волость         |
| 122 | Лукьяново        | деревня | ↘13       | Пригородная волость       |
| 123 | Луни             | деревня | →0        | Гультяевская волость      |
| 124 | Маковейцево      | деревня | ↘2        | Щукинская волость         |
| 125 | Максим-Погост    | деревня | ↘4        | Алольская волость         |
| 126 | Максимцево       | деревня | →3        | Щукинская волость         |
| 127 | Мануково         | деревня | ↘10       | Забельская волость        |
| 128 | Марково          | деревня | ↘8        | Забельская волость        |
| 129 | Маслово          | деревня | ↘0        | Алольская волость         |
| 130 | Маслово          | деревня | ↘46       | Гультяевская волость      |
| 131 | Маяк             | деревня | →0        | Забельская волость        |
| 132 | Мельница         | деревня | ↘12       | Забельская волость        |
| 133 | Микульчино       | деревня | →0        | Алольская волость         |
| 134 | Михеево          | деревня | ↘7        | Щукинская волость         |
| 135 | Мольгино         | деревня | ↘15       | Пригородная волость       |
| 136 | Морозово         | деревня | ↘21       | Забельская волость        |
| 137 | Морозово         | деревня | ↘13       | Пригородная волость       |
| 138 | Морозово         | деревня | ↘0        | Щукинская волость         |
| 139 | Мочалово         | деревня | ↘2        | Пригородная волость       |
| 140 | Мошки            | деревня | ↘0        | Алольская волость         |
| 141 | Мутовозово       | деревня | ↘10       | Щукинская волость         |
| 142 | Мясово           | деревня | ↘26       | Алольская волость         |
| 143 | Неведро          | деревня | →0        | Гультяевская волость      |
| 144 | Нестерово        | деревня | ↘5        | Пригородная волость       |
| 145 | Никитино         | деревня | ↘13       | Пригородная волость       |
| 146 | Никулино         | деревня | ↗18       | Гультяевская волость      |
| 147 | Новая            | деревня | ↘1        | Забельская волость        |
| 148 | Новгородцево     | деревня | →2        | Забельская волость        |
| 149 | Новики           | деревня | →0        | Алольская волость         |
| 150 | Новины           | деревня | ↘5        | Щукинская волость         |
| 151 | Ночвино          | деревня | ↘0        | Пригородная волость       |
| 152 | Ночлегово        | деревня | ↗20       | Алольская волость         |
| 153 | Овсянки          | деревня | ↘6        | Пригородная волость       |
| 154 | Озёрная          | деревня | ↘2        | Щукинская волость         |
| 155 | Ореховно         | деревня | ↘12       | Гультяевская волость      |
| 156 | Остров           | деревня | →0        | Забельская волость        |
| 157 | Песчанка         | деревня | ↘14       | Забельская волость        |
| 158 | Петраши          | деревня | ↘10       | Забельская волость        |
| 159 | Печурки          | деревня | ↗11       | Щукинская волость         |
| 160 | Плотично         | деревня | →11       | Забельская волость        |
| 161 | Погорелка        | деревня | ↘0        | Пригородная волость       |
| 162 | Поддубье         | деревня | ↘200      | Алольская волость         |
| 163 | Подсосно         | деревня | ↘2        | Щукинская волость         |
| 164 | Полеево          | деревня | →0        | Гультяевская волость      |
| 165 | Пружинец         | деревня | ↘7        | Забельская волость        |
| 166 | Пыжово           | деревня | ↘97       | Пригородная волость       |
| 167 | Пятовщина        | деревня | ↘21       | Пригородная волость       |
| 168 | Райполье         | деревня | →0        | Забельская волость        |
| 169 | Ракино           | деревня | →0        | Забельская волость        |
| 170 | Рамуси           | деревня | ↘0        | Гультяевская волость      |
| 171 | Рахново          | деревня | →2        | Щукинская волость         |
| 172 | Ребле            | деревня | ↘54       | Забельская волость        |
| 173 | Речки            | деревня | ↘6        | Забельская волость        |
| 174 | Ровница          | деревня | ↘24       | Щукинская волость         |
| 175 | Рокачино         | деревня | ↗14       | Пригородная волость       |
| 176 | Рудо             | деревня | ↘20       | Гультяевская волость      |
| 177 | Рукавы           | деревня | ↘0        | Гультяевская волость      |
| 178 | Рыкшино          | деревня | ↘19       | Забельская волость        |
| 179 | Сафонтьево       | деревня | ↘0        | Забельская волость        |
| 180 | Святец           | деревня | ↘14       | Гультяевская волость      |
| 181 | Селиверстово     | деревня | ↘0        | Забельская волость        |
| 182 | Сеньково         | деревня | ↘5        | Пригородная волость       |
| 183 | Сергеево         | деревня | ↘5        | Пригородная волость       |
| 184 | Сергейково       | деревня | →1        | Забельская волость        |
| 185 | Сергейцево       | деревня | ↘295      | Пригородная волость       |
| 186 | Середеево        | деревня | ↘17       | Алольская волость         |
| 187 | Серпуниха        | деревня | →1        | Алольская волость         |
| 188 | Симоново         | деревня | 2         | Алольская волость         |
| 189 | Симоново         | деревня | 11        | Алольская волость         |
| 190 | Ситно            | деревня | ↘2        | Забельская волость        |
| 191 | Скробы           | деревня | ↘6        | Щукинская волость         |
| 192 | Соино            | деревня | ↘106      | Пригородная волость       |
| 193 | Солнце           | деревня | →0        | Забельская волость        |
| 194 | Сопки            | деревня | ↗2        | Забельская волость        |
| 195 | Сорокино         | деревня | ↗3        | Щукинская волость         |
| 196 | Сочихино         | деревня | ↘15       | Щукинская волость         |
| 197 | Стайки           | деревня | ↘0        | Алольская волость         |
| 198 | Станки           | деревня | ↘3        | Гультяевская волость      |
| 199 | Старая Пустошка  | деревня | ↘102      | Пригородная волость       |
| 200 | Столпово         | деревня | ↘14       | Гультяевская волость      |
| 201 | Стружки          | деревня | ↘0        | Забельская волость        |
| 202 | Сурохново        | деревня | ↘3        | Щукинская волость         |
| 203 | Тараскино        | деревня | ↘6        | Щукинская волость         |
| 204 | Теплухино        | деревня | ↘19       | Забельская волость        |
| 205 | Тимоново         | деревня | ↘32       | Гультяевская волость      |
| 206 | Торхи            | деревня | ↗11       | Щукинская волость         |
| 207 | Торчилово        | деревня | ↘8        | Гультяевская волость      |
| 208 | Торчилово        | деревня | →0        | Пригородная волость       |
| 209 | Турубино         | деревня | ↘4        | Щукинская волость         |
| 210 | Турушино         | деревня | ↗5        | Щукинская волость         |
| 211 | Ужакино          | деревня | ↘4        | Забельская волость        |
| 212 | Усохи            | деревня | ↗17       | Алольская волость         |
| 213 | Уструги          | деревня | ↘7        | Забельская волость        |
| 214 | Устье            | деревня | ↘4        | Алольская волость         |
| 215 | Уткино           | деревня | ↗6        | Забельская волость        |
| 216 | Фальково         | деревня | ↘2        | Щукинская волость         |
| 217 | Филистово        | деревня | ↗4        | Пригородная волость       |
| 218 | Фомино           | деревня | ↘5        | Забельская волость        |
| 219 | Фомкино          | деревня | ↘4        | Алольская волость         |
| 220 | Фролово          | деревня | ↘4        | Пригородная волость       |
| 221 | Харапуги         | деревня | →1        | Щукинская волость         |
| 222 | Хлупикино        | деревня | ↘2        | Забельская волость        |
| 223 | Холюны           | деревня | ↘53       | Алольская волость         |
| 224 | Хордышево        | деревня | →0        | Алольская волость         |
| 225 | Хохоново         | деревня | ↗11       | Забельская волость        |
| 226 | Цаплино          | деревня | ↘4        | Забельская волость        |
| 227 | Черепяги         | деревня | ↘0        | Щукинская волость         |
| 228 | Чурилово         | деревня | ↘84       | Забельская волость        |
| 229 | Шалахово         | деревня | ↘161      | Гультяевская волость      |
| 230 | Шамолово         | деревня | ↘2        | Гультяевская волость      |
| 231 | Шаталово         | деревня | ↗7        | Щукинская волость         |
| 232 | Шилово           | деревня | ↘45       | Гультяевская волость      |
| 233 | Шуменец          | деревня | →2        | Забельская волость        |
| 234 | Шуменец          | деревня | ↘15       | Пригородная волость       |
| 235 | Шумихи           | деревня | ↘0        | Алольская волость         |
| 236 | Щелканово        | деревня | ↘1        | Забельская волость        |
| 237 | Щукино           | деревня | ↘221      | Щукинская волость         |
| 238 | Юшково           | деревня | ↘18       | Щукинская волость         |
| 239 | Яйцово           | деревня | ↘7        | Забельская волость        |
| 240 | Якимово          | деревня | ↘13       | Гультяевская волость      |
| 241 | Ясная Поляна     | деревня | ↘27       | Пригородная волость       |
| 242 | Яссы             | деревня | ↘67       | Алольская волость         |
| 243 | Яшково           | деревня | ↘7        | Алольская волость         |

## Муниципально-территориальное устройство

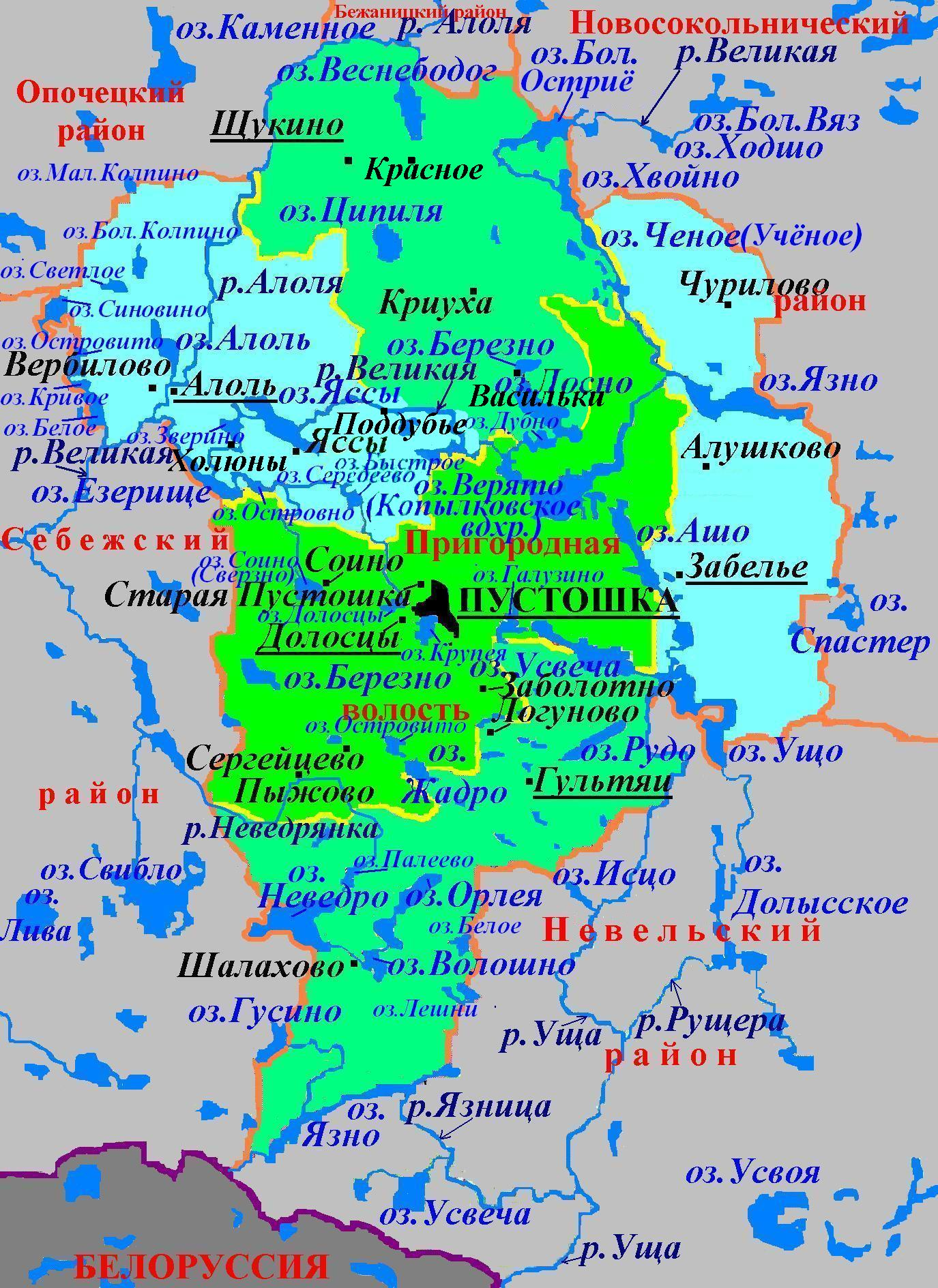
Административное деление Пустошкинского района

В составе муниципального района образовано 6 муниципальных образований, в том числе 1 городское и 5 сельских поселений (волостей):
| № | Муниципальное образование | Статус МО | Административный центр | Количество населённых пунктов | Население 14.10.2010 | Население 01.01.2023 | Площадь, км² |
| - | ------------------------- | --------- | ---------------------- | ----------------------------- | -------------------- | -------------------- | ------------ |
| 1 | Пустошка                  | ГП        | город Пустошка         | 1                             | 4619                 | ↗4070                | 10,51        |
| 2 | Алольская волость         | СП        | деревня Алоль          | 49                            | 1003                 | ↘841                 | 373,00       |
| 3 | Гультяевская волость      | СП        | деревня Гультяи        | 39                            | 895                  | ↘637                 | 288,25       |
| 4 | Забельская волость        | СП        | деревня Забелье        | 64                            | 789                  | ↗697                 | 311,85       |
| 5 | Пригородная волость       | СП        | деревня Долосцы        | 43                            | 1297                 | ↘998                 | 485,00       |
| 6 | Щукинская волость         | СП        | деревня Щукино         | 47                            | 776                  | ↘448                 | 405,20       |

5 декабря 2014 года в администрации района с главами поселений обсуждался вопрос объединения волостей, однако решено было оставить их число без изменений.

## Транспорт
Через район проходят автодороги «Балтия» «Москва—Рига» и Санкт-Петербург — граница Беларуси, а также участок железнодорожной магистрали «Москва—Рига».